# Segundo Consistório Ordinário Público de 1877

## Cardeais Eleitores
| Nº                 | País               | Nome                    | Idade              | Cargo                | Título ou Diaconia                  |
| Cardeais eleitores | Cardeais eleitores | Cardeais eleitores      | Cardeais eleitores | Cardeais eleitores   | Cardeais eleitores                  |
| ------------------ | ------------------ | ----------------------- | ------------------ | -------------------- | ----------------------------------- |
| 1                  | Croácia            | Josip Mihalovic         | 63                 | Arcebispo de Zagreb  | Cardeal-presbítero de São Pancrácio |
| 2                  | Áustria            | Johann Rudolf Kutschker | 67                 | Arcebispo de Viena   | Cardeal-presbítero de Santo Eusébio |
| 3                  | Itália             | Lucido Parocchi         | 43                 | Arcebispo de Bolonha | Cardeal-presbítero de São Sisto     |

## Link Externo
- «Catholic Hierarchy» (em inglês)